# Meningitis
Meningitis je  upala zaštitnih ovojnica koje obavijaju mozak i leđnu moždinu, a koje poznajemo i kao moždane ovojnice. Upalu mogu prouzročiti infekcije virusima, bakterijama ili drugim  mikroorganizmima,  rjeđe i lijekovima. Meningitis je bolest koja može ugroziti život, jer je upala u blizini mozga i leđne moždine pa se stoga to stanje smatra hitnim slučajem.
Najčešći simptomi meningitisa su glavobolja i ukočenost vrata koji su povezani s groznicom, smetenošću ili promijenjenim stanjem svijesti, povraćanjem te preosjetljivosti na svjetlost (fotofobija) i glasne zvukove (fonofobija). Djeca često pokazuju samo nespecifične simptome kao što su razdražljivost i mamurluk. Ako se pojavi i osip može se raditi o posebnom uzroku meningitisa. Meningitis uzrokovan meningokoknom bakterijom može, na primjer, pratiti karakterističan osip.
Punkcija likvora dijagnosticira ili isključuje meningitis. Igla se ubode u kanal kralježnice kako bi se izvukao uzorak cerebrospinalne tekućine (CSF), koja okružuje mozak i leđnu moždinu. Cerebrospinalna tekućina se ispituje u laboratoriju. Prvi korak u liječenju akutnog meningitisa je neposredna primjena antibiotika i, ponekad, antivirusnih lijekova. Kortikosteroidi se također mogu primijeniti kako bi se izbjeglo širenje upale. Meningitis može dovesti do ozbiljnih dugotrajnih posljedica kao što su gluhoća, epilepsija, hidrocefalus i smanjene umne sposobnosti. To se ponajprije dešava, ako se bolest odmah ne liječi. Neki oblici meningitisa (posebno onih povezanih s meningokokom, hemophilusom influenzae tipa B, pneumokokom ili virusom zaušnjaka, infekcijama mogu se spriječiti imunizacijom.

## Znaci i simptomi

### Klinička slika
Najčešći znak bolesti u odraslih je jaka glavobolja, koja se javlja u gotovo 90 % slučajeva bakterijskog meningitisa, a praćena je krutošću vrata (krutost se iskazuje kao nemogućnost da vrat nagnemo naprijed zbog povećanog mišićnog tonusa i ukočenosti). Klasična trijada dijagnostičnih pokazatelja je ukočenost vrata, nenadana visoka groznica i promijenjeno stanje svijesti. Ipak, sva tri znaka se pojavljuju u samo 44–46 % slučajeva bakterijskog meningitisa. Ne postoji li niti jedan od ta tri simptoma, vrlo je mala vjerojatnost da se radi o meningitisu.  Drugi znaci koji se obično povezuju s meningitisom uključuju preosjetljivost na jasnu svjetlost fotofobija i fonofobiju (osjetljivost na jake zvukove). Mala djeca obično ne pokazuju gore spomenute simptome, već mogu samo biti razdražljivi i mogu imati loš izgled. Pri djeci do šest mjeseci može se ispupčiti fontanela (mekana točka na dječjoj glavici). Drugi znaci koji razlikuju meningitis od drugih manje opasnih bolesti kod male djece su bolovi u nogama, hladni udovi i donekle nenormalna boja kože.
Ukočenost vrata se javlja u 70 % slučajeva bakterijskog meningitisa kod odraslih. Drugi znaci upale moždane ovojnice uključuju prisutnost Kernigovog znaka ili Brudzińskijevog znaka. Kernigov je znak potvrđen kod osobe u ležećem položaju i koja ima savinute noge tako da kuk i koljeno tvore kut od 90 stupnjeva. Pokazuje li osoba siguran Kernigov znak, tada postupno pojačavanje boli smanjuje mogućnost pasivnog istezanja koljena. Siguran Brudzinskijev znak se javlja kada slučajno pognuti vrat izazove nevoljnu fleksiju koljena i kuka. Iako se i Kerningov i Brudzinskijev znak normalno ispituju da bi se dijagnosticirao meningitis, osjetljivost tih testova je ograničen. Ipak, oba imaju vrlo dobru specifičnost pri dijagnosticiranju: to su znaci koji se rijetko javljaju kod drugih bolesti.  Drugi test, poznat pod nazivom jolt accentuation maneuver pomaže da se kod osoba koje imaju groznicu i glavobolju odredi radi li se o meningitisu. Od pacijenta se zahtijeva da brzo vrti glavom - ako ti pokreti ne pojačavaju glavobolju, vjerojatno se ne radi o meningitisu.
Meningitis kojeg je prouzročila bakterija Neisseria meningitidis (poznati kao "meningokokni meningitis") može se razlikovati od meningitisa drugih uzročnika po petehijalnem osipu, koji se vrlo brzo širi i koji može prethoditi drugim simptomima. Taj se osip sastoji od brojnih, malih, nepravilnih ljubičastih ili crvenih mrlja (“petehija”) po tijelu, nogama, sluznicama, spojnici oka i (povremeno) na dlanovima i stopalima. Osip uglavnom ne izbijeli; crvenilo ne nestane kad se na osip pritisne prstom ili čašom. Iako se osip ne mora pojaviti kod meningokoknog meningitisa, ipak je relativno specifičan za to oboljenje; povremeno se može javiti kod meningitisa uzrokovanih drugim bakterijama. Drugi način određivanja uzroka bolesti mogu biti mrlje na koži izazvane bolešću ruku, stopala i ustiju i genitalni herpes. Jedno i drugo je povezano s različitim oblicima virusnog meningitisa.

### Rane (prve) komplikacije
Dodatne se komplikacije mogu javiti u ranom stadiju bolesti i mogu zahtijevati specifično liječenje, a ponekad ukazuju i na vrlo teško oboljenje ili na još gore prognoze. Zaraza može izazvati sepsu, sindrom sistemske upalne reakcije pad krvnog tlaka, ubrzani rad srca, visoku ili nenormalno nisku temperaturu i ubrzano disanje. Vrlo nizak krvni tlak se može javiti u ranoj fazi bolesti, naročito, iako ne isključivo, kod meningokoknog meningitisa; to stanje može dovesti do nedovoljnog dotoka krvi u druge organe. Raspršena intravaskularna koagulacija, pretjerana aktivacija ugrušavanja krvi može opstruirati protok krvi u organe i, paradoksalno, povećati opasnost od iskrvavljenja. Gangrena udova se može pojaviti u menigokoknoj bolesti. Teške menigokokne i pneumokokne zaraze mogu prouzročiti krvarenje u nadbubrežnoj žlijezdi i dovesti do Waterhouse-Friderichsenovog sindroma, koji je obično fatalan.
Moždano tkivo može oteći (edem), pritisak unutar lubanje se može povećati i mozak se može uklještiti (moždana hernijacija) kroz bazu lubanje. Takvo stanje prouzroči smanjenu razinu svijesti, gubitak zjeničnog refleksa na svjetlost i nenormalno držanje tijela. Upala moždanog tkiva može također opstruirati normalan protok cerebro-spinalne tekućine/likvora (CSF) oko mozga uzrokujući hidrocefalus. Konvulzije se mogu javiti zbog različitih uzroka: u djece su konvulzije uobičajene u ranim fazama meningitisa (u 30 % slučajeva) i ne moraju ukazivati na temeljni uzrok. Konvulzije mogu biti posljedica povećanog pritiska u području moždanog tkiva zahvaćenog upalom. Žarišne konvulzije (konvulzije koje uključuju jedan od udova ili jedan dio tijela), neprekidne konvulzije, konvulzije u kasnijoj fazi te one koje je teško lijekovima držati pod kontrolom ukazuju na slabiji krajnji i zakašnjeli ishod bolesti.
Upala moždanih ovojnica može dovesti do oštećenja moždanih živaca, živaca koji izlaze iz moždanog debla i koji opskrbljuju glavu i područje vrata te koji, pored ostalog, upravljaju pokretanjem očiju, mišića lica i sluhom. Vizualni simptomi i gubitak sluha mogu ustrajati i nakon prestanka bolesti. Upala mozga (encefalitis) ili njegovih krvnih žila (moždani vaskulitis), isto tako kao i nastanak krvnih ugrušaka u venama (cerebralna venska tromboza), može dovesti do malaksalosti, gubitka osjetljivosti, ili nenormalnog funkcioniranja dijela tijela kojim pogođeni dio mozga upravlja.

## Uzroci
Meningitis je tipično uzrokovan infekcijom mikororganizmima. U većini slučajeva uzročnici su virusi, a sljedeći po redoslijedu su bakterije, gljivice i praživotinje. Meningitis mogu uzrokovati i razni neinfekciozni čimbenici. Slučajevi meningitisa, kod kojih nije bilo moguće dokazati bakterijsku infekciju nazivaju se aseptičnim meningitisom. Ovaj oblik meningitisa je obično uzrokovan virusima, ali može biti uzrokovan i bakterijskom infekcijom, koja je djelomice izliječena, pa se u moždanim ovojnicama bakterije više ne nalaze, ili patogenima koji inficiraju prostore uz moždane ovojnice (pr. sinusitis). Aseptični meningitis može biti posljedica endokarditisa, infekcije srčanih zalistaka, s kojih se u krv otkidaju male nakupine bakterija. Aseptični meningitis može nastati i zbog infekcije spirohetama, vrstom bakterija u koje spada Treponema pallidum (uzročnik sifilisa) i Borrelia burgdorferi (uzročnik Lymeske bolesti). Meningitis se može razviti u sklopu malarije (infekcija mozga malarijom) ili infekcije amebama, kao što je Naegleria fowleri, a do zaraze kojom dolazi u slatkim vodama (amebni meningitis).

### Bakterijski meningitis
Vrste bakterija koje uzrokuju meningitis se razlikuju s obzirom na dobne skupine. 
- U prijevremeno rođene djece i novorođenčadi u dobi do tri mjeseca, česti uzročnici su streptokoki skupine B (podtipovi III koji se i normalno nalaze u rodnici, uglavnom su uzrok infekcije u prvom tjednu života) i bakterije koje se normalno nalaze u probavnom sustavu kao što je Escherichia coli (nosilac K1 antigena). Listeria monocytogenes (serotip IVb) može biti uzročnik infekcije u novorođenčadi, a pojavljuje se u epidemijama.
- U starije djece uzročnik je često Neisseria meningitidis (meningokok) i Streptococcus pneumoniae (serotipovi 6, 9, 14, 18 i 23) a u djece ispod pet godina života Haemophilus influenzae tipe B (u zemljama u kojima nije organizirano cijepljenje).[1][3]
- U odraslih, Neisseria meningitidis i Streptococcus pneumoniae zajedno uzrokuju 80 % slučajeva bakterijskog meningitisa. Opasnost od infekcije s Listeriom monocytogenes je povećana u osoba starijih od 50 godina.[3][4] Uvođenje cijepljenja protiv pneumokoka smanjilo je učestalost pneumokoknog meningitisa i u odraslih i u djece.[12]

Nedavna trauma lubanje može omogućiti bakterijama iz nosa da uđu u moždane ovojnice. Na sličan način, naprave u području mozga i mekih ovojnica poput cerebralnih shuntova, ekstraventrikularnih drenaža ili Ommaya rezervoara, povećavaju opasnost od razvoja meningitisa. U tim je slučajevima povećana vjerojatnost infekcije stafilokokima, Pseudomonasom Aeruginosa i drugim Gram negativnim bakterijama. Ovi su patogeni također povezani s meningitisom u osoba s oslabljenim imunosnim sustavom. U malog broja ljudi, infekcije u području glave i vrata, poput upale srednjeg uha ili mastoiditisa, mogu dovesti do meningitisa. Nosioci umjetne pužnice zbog gluhoće u većoj su opasnosti od pneumokoknog meningitisa.
Tuberkulozni meningitis, uzrokovan Mycobacterium tuberculosis, je učestaliji u osoba iz zemalja u kojima je tuberkuloza endemska bolest, ali se pojavljuje i u bolesnika s bolestima imunosnog sustava, kao što je AIDS.
Recidivirajući bakterijski meningitis može biti posljedica trajnih anatomskih oštećenja, kako urođenih, tako i stečenih, ili poremećaja imunosnog sustava. Anatomska oštećenja dovode do povezanosti okoliša i živčanog sustava. Najčešći uzrok recidivirajućeg meningitisa je prijelom lubanje, osobito u području baze, ili kada prijelomna pukotina zahvaća ili se širi prema sinusima i petroznom dijelu sljepoočne kosti. Oko 59 % slučajeva recidivirajućeg meningitisa nastaje zbog anatomskih poremećaja, 36 % zbog imunodeficijencija (poput nedostatnosti komplementa, koje stvaraju sklonost osobito recidivirajućem meningokoknom meningitisu), a 5 % zbog dugotrajnih infekcija u područjima neposredno uz moždane ovojnice.

### Virusni
Virusi koji uzrokuju meningitis su enterovirusi, Herpes simplex virus tip 2 (rjeđe tip 1), Varicella zoster virus (uzročnik vodenih kozica i herpes zostera), virus mumpsa, HIV, i LCMV.

### Gljivice
Za razvoj gljivičnog meningitisa postoje mnogi čimbenici rizika, uključujući liječenje imunosupresivima (kao poslije presađivanja organa), uz HIV/AIDS, i smanjenje imunosti povezane sa starenjem. U osoba s normalnim imunosnim sustavom je rijetkost, ali je do njega došlo u epidemiji u New England Compounding Center zbog kontaminacije lijekova. Pojavljivanje simptoma tipično je postupnije, a glavobolje i vrućica postoje barem nekoliko tjedana prije nego što se postavi dijagnoza. Najčešći gljivični meningitis je kriptokokni meningitis, uzrokovan gljivicom Cryptococcus neoformans. Procjenjuje se kako je u Africi kriptokokni meningitis najčešći oblik meningitisa, odgovoran za 20–25 % smrtnih slučajeva povezanih s AIDS-om u Africi. Drugi česti gljivični uzročnici su Histoplasma capsulatum, Coccidioides immitis, Blastomyces dermatitidis i Candida spp.

### Parazitski
Da je uzročnik parazit, posumnja se na osnovi prevladavajućeg broja eozinofila (jedne vrste bijelih krvnih stanica) u CST. Najčešći uzročnici su Angiostrongylus cantonensis, Gnathostoma spinigerum, Schistosoma, a meningitis se može razviti i u sklopu parazitima uzrokovanih bolesti cisticerkoze, toksokaroze, bailisaskarijoze, paragonimijaze te niza rijetkih infekcija i neinfekcioznih stanja.

### Neinfekciozni
Meningitis može nastati zbog nekoliko neinfekcioznih uzroka: širenja raka u moždane ovojnice (maligni ili neoplastični meningitis) i zbog nekih lijekova (uglavnom nesteroidnih protuupalnih lijekova, antibiotika i intravenski primijenjenih imunoglobulina). Može također biti uzrokovan nekim upalnim stanjima, poput sarkoidoze (koja se u tom slučaju naziva neurosarkoidoza), bolesti vezivnog tkiva kao što je sistemni lupus eritematozus i neki oblici vaskulitisa (upale krvnih žila), poput Behçetove bolesti. Epidermoidne ciste i dermoidne ciste mogu izazvati meningitis izlaženjem sadržaja u subarahnoidalni prostor. Mollaretov meningitis je sindrom obilježen recidivirajućim napadima aseptičnog meningitisa; smatra se da je uzrok herpes simplex virus tip 2. Migrena je kao uzrok meningitisa rijetkost, no ta se dijagnoza postavlja obično tek kad su isključeni svi drugi mogući uzroci.

## Mehanizam
Moždane ovojnice (meninge) se sastoje od tri opne, koje zajedno s cerebrospinalnom tekućinom okružuju i štite mozak i kralježničnu moždinu (središnji živčani sustav). Pia mater, meka moždana ovojnica je vrlo nježna, nepropusna opna koja je čvrsto prirasla za površinu mozga, prateći sve njegove vijuge. Arachnoidea, paučinasta moždana ovojnica (nazvana tako zbog izgleda nalik na paučinu) je rahla ovojnica iznad meke ovojnice. Meku i paučinastu ovojnicu razdvaja subarahnoidalni prostor koji je ispunjen cerebrospinalnom tekućinom. Vanjska ovojnica dura mater, tvrda moždana ovojnica je debela, čvrsta ovojnica, povezana i s mekom moždanom ovojnicom i s kostima lubanje.
U bakterijskom meningitisu, bakterije dospijevaju do moždanih ovojnica na dva glavna načina: krvlju ili neposredno, na mjestima dodira moždanih ovojnica s nosnom šupljinom ili kožom. U većini slučajeva, do meningitisa dolazi ulaskom u krv mikroorganizama koji se nalaze na sluznici nosne šupljine. Tome često prethode virusne infekcije, koje oštećuju normalnu obranu koju sluznice pružaju. Kad bakterije jednom uđu u krv, one ulaze u subarahnoidalni prostor na mjestima gdje je krvno–moždana barijera slabija, kao što je korioidni pleksus. Meningitis se razvija u 25 % novorođenčadi sa širenjem infekcija uzrokovanih streptokokima skupine B u krv; u odraslih je to rjeđa pojava. Do neposredne zaraze cerebrospinalne tekućine može doći zbog ugrađenih naprava, prijeloma lubanje ili infekcija nazofarinksa ili sinusa, kod kojih je došlo do spoja sa subarahnoidalnim prostorom (vidi gore); uzrok ponekad mogu biti urođene promjene dure mater.
Opsežna upala koja se zbiva u subarahnoidalnom prostoru tijekom meningitisa nije neposredna posljedica bakterijske infekcije, već se u najvećoj mjeri može pripisati odgovoru imunosnog sustava na ulazak bakterija u središnji živčani sustav. Kada stanice imunosnog sustava u mozgu (astrociti i mikroglija) otkriju sastavnice bakterijske stanične membrane, one otpuštaju velike količine citokina, posrednika nalik hormonima, koji dozivaju druge stanice imunosnog sustava i potiču druga tkiva da sudjeluju u imunosnom odgovori. Krvno-moždana barijera postaje propusnija, dovodeći do vazogenog moždanog edema (nateknuća mozga zbog izlaženja tekućine iz krvnih žila). U SŽS ulazi veliki broj leukocita, uzrokujući upalu u moždanim ovonicama i dovodeći do intersticijakog moždanog edema (nateknuća zbog nakupljanja tekućine između stanica). Osim toga, i u stijenkama krvnih žila dolazi do upale (cerebralni vaskulitis), što smanjuje dotok krvi i izaziva treći tip edema, citotoksičnog moždanog edema. Tri oblika moždanog edema dovode do povišenja intrakranijalnog tlaka; što se zajedno sa sniženim krvnim tlakom često zbiva u akutnoj infekciji, a što znači da je krvi teže doprijeti do mozga. Posljedično, neuroni pate od manjka kisika i podliježu apoptozi (automatska stanična smrt).
Poznato je da liječenje antibioticima može u početku pogoršati opisana zbivanja, uništavanjem bakterija povećavajući količinu sastavnica bakterijske membrane. Liječenje kortikosteroidima je usmjereno na ublažavanje imunosnog odgovora.

## Dijagnoza
| vrste meningitisa        | glukoza u CST-u | bjelančevine u CST-u | pleocitoza (stanice u CST-u)                                         |
| ------------------------ | --------------- | -------------------- | -------------------------------------------------------------------- |
| akutni bakterijski       | niska           | visoke               | neutrofili, često > 300/mm³                                          |
| akutni virusni           | normalna        | normalne ili visoke  | linfociti, < 300/mm³                                                 |
| tuberkulozni             | niska           | visoke               | mononuklearni leukociti (uglavnom linfociti) i neutrofili, < 300/mm³ |
| gljivični                | niska           | visoke               | < 300/mm³                                                            |
| neoplastični (tumoralni) | niska           | visoke               | uglavnom mononuklearni leukociti (uglavnom linfociti)                |

### Krvne i slikovne pretrage
U osobe za koju se sumnja da boluje od meningitisa, izvode se krvne pretrage za dokazivanje pokazatelja upale (pr. C-reaktivni protein, kompletna krvna slika) i hemokultura.
Najvažnija pretraga za potvrđivanje ili isključivanje meningitisa je pretraga cerebrospinalne tekućine dobivena lumbalnom punkcijom (LP). Lumbalna je punkcija, međutim, kontraindicirana ako u mozgu postoji masa (tumor ili apsces) ili ako je intrakranijalni tlak (IKT) povišen, jer ona može dovesti do hernijacije mozga. Ako postoji sumnja na postojanje mase ili povišenog IKT (nedavna ozljeda glave, poznati poremećaj imunosnog sustava, lokalizirani neurološki ispadi ili znakovi povišenog IKT prilikom kliničkog pregleda), prije izvođenja lumbalne punkcije preporučuje se učiniti kompjuteriziranu tomografiju (CT)ili magnetsku rezonancu (MRI), što se odnosi na 45 % odraslih bolesnika. Ako je CT ili MRI potrebno učiniti prije lumbalne punkcije, ili je istu teško učiniti, stručni postupnik nalaže da se najprije primijene antibiotici, kako se liječenje ne bi odlagalo, osobito ako odlaganje može trajati dulje od 30 minuta. CT ili MRI se često izvode u kasnijem stadiju, u svrhu procjene komplikacija meningitisa.
U teškim oblicima meningitisa, može biti važno praćenje razina elektrolita u krvi; hiponatrijemija je, primjerice, česta u bakterijskom meningitisu, zbog kombinacije čimbenika, uključujući i dehidraciju, sindroma neprimjerene hipersekrecije antidiuretskog hormona (SIADH) ili preagresivne intravenske primjene tekućina.

### Lumbalna punkcija
Lumbalna punkcija se izvodi postavljanjem bolesnika u bočni položaj, primjenom lokalnog anestetika i uvođenjem igle u subduralni prostor (prostor između dure koje okružuje kralježničnu moždinu), kako bi se uzeo uzorak cerebrospinalne tekućine (CST). Nakon toga se pomoću manometra izmjeri  “tlak na otvoru”. Tlak normalno iznosi između 6 i 18 cm stupca vode (cmH2O);, u bakterijskom meninigitisu tlak je obično povišen. U kriptokoknom meningitisu intrakranijalni je tlak znakovito povišen. Izgled uzorka CST može odmah ukazati na prirodu infekcije; zamućena CST ukazuje na povišenu razinu bjelančevina, leukocita i eritrocita i/ili bakterija, a time i na bakterijski meningitis.
U uzorku CST se određuje količina i vrsta leukocita, broj eritrocita i sadržaj bjelančevina i glukoze. Bojenje po Gramu uzorka može dokazati prisustvo bakterija u bakterijskom meningitisu, ali nedokazivanje bakterija ne isključuje da se radi o bakterijskom meningitisu, jer se one vide u samo 60 % slučajeva; ovaj se postotak smanjuje za dodatnih 20 % u slučajevima primjene antibiotika prije izvođenja lumbalne punkcije. Bojenje po Gramu je manje pouzdano i kod određenih infekcija, poput listerioze. Mikrobiološka kultura uzorka je osjetljivija metoda (njome se uzročnik utvrđuje u 70–85 % slučajeva) ali je za dobivanje rezultata potrebno do 48 sati. Prevladavajuća vrsta leukocita (vidi tablicu) ukazuje na to je li meningitis bakterijski (obično prevladavaju neutrofili) ili virusni (obično prevladavaju limfociti), premda na početku bolesti to nije uvijek pouzdani pokazatelj. U rjeđim slučajevima prevladavaju eozinofili, ukazujući između ostalog, na parazitsku ili gljivičnu etiologiju.
Koncentracija glukoze u CST normalno je za 40 % veća od one u krvi. U bakterijskom meningitisu, koncentracija je tipično niža; razina glukoze u CST se stoga dijeli s razinom glukoze u krvi (omjer glukoze u CST i glukoze u krvi). Omjer ≤0.4 ukazuje na bakterijski meningitis; u novorođenčadi su razine glukoze u CST normalno veće, te se zbog toga omjer ispod 0,6 (60 %) smatra poremećenim. Visoke razine laktata, kao i veći broj neutrofila u CST više ukazuju na bakterijski meningitis. Razine laktata ispod 35 mg/dl, ako bolesnik nije prethodno liječen antibioticima, mogu isključiti bakterijski meningitis.
Za razlikovanje različitih oblika meningitisa mogu se koristiti i razne druge posebne pretrage. Latex aglutinacijski test može biti pozitivan u meningitisu uzrokovanom bakterijama  Streptococcus pneumoniae, Neisseria meningitidis,Haemophilus influenzae, Escherichia coli i streptokoki skupine B; njegova rutinska uporaba se ne potiče, jer rezultati rijetko utječu na promjenu liječenja, ali se može učiniti ako ostale pretrage nisu dijagnostičke. Na sličan način limulus lizatni test može biti pozitivan u meningitisu uzrokovanom Gram negativnim bakterijama, ali je ograničene primjene, osim ako ostali testovi nisu bili od pomoći. Lančana reakcija polimerazom (PCR) je metoda za amplifikaciju malih količina DNK, kako bi se njome potvrdila prisutnost bakterijske ili virusne DNK u cerebrospinalnoj tekućini; pretraga je visoko osjetljiva i specifična jer su za nju potrebni samo tragovi DNK uzročnika. Njome se može potvrditi bakterije u bakterijskom meningitisu, a može pomoći i pri razlikovanju uzročnika u virusnom meningitisu (enterovirusi, herpes simplex virus tipa 2 i mumps u necijepljenih osoba). serološko (dokazivanje protutijela na viruse) može biti korisno u slučaju virusnog meningitisa. Ako se sumnja na tuberkulozni meningitis, uzorak se oboji metodom Ziehl-Neelsen, čija je osjetljivost niska, te potvrđuje uzgojem uzročnika tuberkuloze u kulturi, što traje dugo, tako da se sve više koristi PCR. Dijagnoza kriptokoknog meningitisa se na jeftin način može pokušati potvrditi pomoću bojenja uzorka CST tušem (tintom), ali je metoda potvrđivanja kriptokoknog antigena u krvi ili CST osjetljivija metoda, osobito u bolesnika od AIDS-a.
Dijagnostički i terapijski problem predstavlja "djelomice izliječeni meningitis", u kojem postoje simptomi meningitisa, a nakon liječenja antibioticima (kad se u početku bolesti pretpostavi da se radi o sinusitisu). U takvom slučaju nalazi u CST mogu nalikovati na virusni meningitis, ali se liječenje antibioticima treba nastaviti sve dok se ne dobije konačni dokaz da je uzročnik virus (pr. PCR-om dokazani enterovirus).

### Obdukcija
Meningitis se može dijagnosticirati i nakon smrti. Na obdukciji se obično nalazi opsežna upala meke moždane ovojnice (Pie mater) i paučinaste moždane ovojnice (Arachnoidee). Neutrofilni granulociti koji su dospjeli u cerebrospinalnu tekućinu i na bazu mozga, okružuju i moždane živce i kralježničku moždinu, koji mogu biti okruženi gnojem — kao i krvne žile u moždanim ovojnicama.

## Prevencija
Protiv nekih oblika meningitisa, dugoročnu zaštitu pruža cijepljenje, a kratkoročnu antibiotici. Učinkovite mogu biti i neke promjene svakodnevnog ponašanja.

### Način zaraze
Bakterijski i virusni meningitis su zarazne bolesti, međutim niti jedna od njih u onoj mjeri kao prehlada ili gripa. Oba se oblika meningitisa prenose kapljičnim putem, iz dišnog sustava, za vrijeme bliskog dodira poput ljubljenja, kihanja ili kašljanja od strane zarazne osobe, ali ne i samo udisanjem zraka u prostoriji u kojoj se nalazila osoba s meningitisom. Virusni meningitis tipično uzrokuju enterovirusi, a najčešće se širi fekalnim putem. Opasnost od zaraze se može smanjiti promjenom ponašanja koje dovodi do zaraze.

### Cijepljenje
Od 1980-tih godina, mnoge su zemlje uključile imunizaciju protiv bakterije Haemophilus influenzae tip B u rutinsko cijepljenje tijekom djetinjstva. Ovaj postupak je u tim zemljama praktički eliminirao meningitis uzrokovan ovim uzročnikom u male djece. U zemljama u kojima je on još uvijek učestao, cjepivo je, međutim, preskupo. Na sličan način je i cijepljenje protiv mumpsa dovelo do naglog pada broja slučajeva meningitisa uzrokovanog mumpsom, koji se prije cijepljenja pojavljivao u 15 % svih slučajeva mumpsa.
Cjepiva protiv meningokoka postoje protiv serogrupa A, C, W135 i Y. U zemljama u kojima je uvedeno cijepljenje protiv meningokoka serogrupe C, broj slučajeva uzrokovan ovim uzročnikom je znakovito smanjen. Danas postoji kvadrivalentno cjepivo koje je kombinacija sva 4 navedena cjepiva. Cijepljenje cjepivom ACW135Y protiv sve četiri serogrupe danas je uvjet dobivanja vize za hodočašće hadž. Razvoj cjepiva protiv meningokoka serogrupe B pokazao se kompliciranijim, jer njegove površinske bjelančevine (koje se inače koriste za pripravu cjepiva) izazivaju tek slabi imunosni odgovor, ili križno reagiraju s normalnim bjelančevinama ljudskog tijela. Neke su zemlje (Novi Zeland, Kuba, Norveška i Čile) ipak razvile cjepiva protiv lokalnih sojeva meningokoka serogrupe B; u nekima su se rezultati pokazali dobrima, te se koriste za cijepljenje lokalnog stanovništva. Donedavno je u Africi pristup prevenciji i nadzoru nad epidemijama meningitisa bio zasnovan na ranom otkrivanju bolesti i hitnom masovnom cijepljenju stanovništa u opasnosti od bolesti bivalentnim A/C ili trivalentnim polisaharidnim cjepivima, premda je uvođenje cjepiva MenAfriVac (protiv meningokoka serogrupe A) pokazalo učinkovitost u mladih osoba te je opisano kao model za razvoj partnerskog razvoja cjepiva u zemljama s ograničenim sredstvima.
Rutinsko cijepljenje protiv bakterije Streptococcus pneumoniae konjugiranim pneumokoknim cjepivom (PCV), koje je djelotvorno protiv sedam učestalih serotipova ovog uzročnika znakovito smanjuje incidenciju pneumokoknog meningitisa. Pneumokokno polisaharidno cjepivo protiv 23 soja se primjenjuje samo u određenim skupinama ljudi (pr. u onih kod kojih je učinjena splenektomija, kirurško odstranjenje slezene). Ono ne izaziva znakovit imunosni odgovor u svih primatelja, primjerice u male djece. Opisano je da cijepljenje cjepivom Bacillus Calmette-Guérin znakovito smanjuje stopu tuberkuloznog meningitisa, no zbog sve slabije djelotvornosti u odrasloj dobi, traži se učinkovitije cjepivo.

### Antibiotici
Drugi način prevencije, osobito meningokoknog meningitisa, je kratkoročna profilaksa antibioticima. U slučajevima meningokoknog meningitisa, profilaktička primjena antibiotika (kao što je rifampicin, ciprofloksacin ili ceftriakson) u osoba koje su u bliskom dodiru s oboljelim može smanjiti opasnost od zaraze, ali ne pruža zaštitu od infekcije u budućnosti. Primijećeno je da se nakon primjene razvija otpornost uzročnika na rifampicin, što je dovelo do preporučivanja drugih lijekova. Premda se antibiotici često primjenjuju u pokušaju sprječavanja meningitisa u osoba s prijelomom baze lubanje ne postoji dovoljno dokaza o tome je li taj postupak koristan ili štetan. Potonja tvrdnja se odnosi i na bolesnike kod kojih postoji istjecanje CST, i na one bez istjecanja.

## Liječenje
Meningitis je potencijalno opasan po život i u neliječnim slučajevima praćen visokom smrtnošću; odgađanje liječenja povezivano je s lošijim ishodom bolesti. Zbog toga, liječenje antibioticima širokog spektra ne bi trebalo odgađati za vrijeme provođenja pretraga za potvrdu dijagnoze. Ako se u primarnoj zdravstvenoj zaštiti posumnja na meningokoknu bolest, postupnici preporučuju primjenu benzilpenicilina prije upućivanja u bolnicu.Ako postoje znakovi hipotenzije (niskog krvnog tlaka) ili šoka, treba primijeniti infuziju tekućina. Budući da meningitis može dovesti do niza ranih i teških komplikacija, da bi se one prepoznale, preporučuje se redoviti nadzor bolesnika i, ako se ukaže potreba, zaprimanje bolesnika u jedinicu intenzivne skrbi.
Ako postoji poremećaj svijesti, ili ako postoje znakovi zatajenja disanja, može se ukazati potreba za mehaničkom ventilacijom. Ako postoje znakovi povišenja intrakranijalnog tlaka, potreban je nadzor nad njime, što će omogućiti optimizaciju moždanog perfuzijskog tlaka, kao i primjena lijekova (pr. manitola). Konvulzije se liječe antikonvulzivima. Zbog razvoja hidrocefalusa (zaprječenja protoka CST) može biti potrebno uvođenje privremene ili dugotrajne drenaže (cerebralnog shunta).

### Bakterijski meningitis

#### Antibiotici
Empirijsko liječenje antibioticima (liječenje lat. ex iuvantibus, bez postavljene konačne dijagnoze) treba započeti odmah, čak i prije dobivanja rezultata lumbalne punkcije i pretrage CST. Izbor početnog lijeka ponajviše ovisi o vrsti bakterija koje uzrokuju meningitis na određenom mjestu i u određenog stanovništva. Primjerice, u Velikoj Britaniji se empirijsko liječenje sastoji od cefalosporina treće generacije kao što je cefotaksim ili ceftriakson. U SAD-u, gdje je otpornost streptokoka na cefalosporine u porastu, početnom liječenju se preporučuje dodati vankomicin. Čini se da je samo kloramfenikol ili u kombinaciji s ampicilinom jednako učinkovit.
Empirijsko se liječenje može izabrati na osnovi dobi bolesnika, bez obzira na to da li infekciji prethodi ozljeda glave, da li je bolesnik prethodno podvrgnut neurokirurškom zahvatu te da li postoji moždani shunt. U male djece i bolesnika u dobi iznad 50 godina života, kao i kod imunokompromitiranih, zbog bakterije Listeria monocytogenes preporučuje se dodatna primjena ampicilina. Kada postane poznat ishod bojenja po Gramu, te je poznata šira skupina bakterijskih uzročnika, moguće je promijeniti liječenje onim antibioticima na koje će ta skupina uzročnika vjerojatno biti osjetljiva. Na ishod pretrage CST mikrobiološkim uzgojem u kulturi u pravilu treba čekati dulje vrijeme (24–48 sata). Kad se rezultati dobiju, empirijsko se liječenje može promijeniti u specifično za određenog uzročnika, s obzirom na njegovu osjetljivost na antibiotike. Kako bi antibiotik bio učinkovit u liječenju meningitisa, mora biti ne samo aktivan u uništavanju uzročnika, već treba doprijeti do moždanih ovojnica u odgovarajućoj količini. Neki antibiotici ne prolaze kroz krvno-moždanu barijeru na odgovarajući način, zbog čega nisu korisni u liječenju meningitisa. Većina antibiotika koji se koriste kod meningitisa nije testirana neposredno na bolesnicima od meningitisa kliničkim istraživanima. Trenutna saznanja potječu iz laboratorijskih istraživanja na zečevima. Kod tuberkuloznog meningitisa potrebno je dugotrajno liječenje antibioticima. Premda se tuberkuloza pluća tipično liječi šest mjeseci, liječenje tuberkuloznog meningitisa tipično traje godinu dana ili dulje.

#### Steroidi
Adjuvantno liječenje kortikosteroidima (obično deksametazonom) pokazalo se korisnim pri poboljšanju gubitka sluha, i kratkoročnog neurološkog ishoda u adolescenata i odraslih bolesnika u visoko razvijenim zemljama s niskom učestalošću HIV-a. Neki istraživači su utvrdili smanjenje smrtnosti no drugi to nisu potvrdili. Također se čini da je ovo liječenje korisno kod tuberkuloznog meningitisa, barem u HIV negativnih bolesnika.
Stručne smjernice stoga preporučuju početak liječenja deksametazonom ili sličnim kortikosteroidom neposredno prije primjene prve doze antibiotika, tijekom četiri dana. Budući da je najbolji učinak ograničen na bolesnike s pneumokoknim menigitisom, neke smjernice preporučuju prekid primjene deksametazona ako se utvrdi da je meningitis izazvan drugim uzročnikom. Način djelovanja steroida je najvjerojatnije smanjivanjem prejake upalne reakcije.
U djece, adjuvantna primjena kortikosteroida ima drugačiju namjenu nego u odraslih. Premda su povoljni učinci kortikosteroida dokazani u odraslih, kao i u djece u razvijenim zemljama, dokazi ne potkrepljuju njihovu primjenu u djece u zemljama u razvoju, a razlog ove razlike nije poznat. Čak i u razvijenim zemljama se povoljni učinak kortikosteroida opaža samo kad ih se primijeni prije prve doze antibiotika, a najveći je u slučajevima Haemophilus influenzae meningitisa, čija se incidencija izrazito smanjila nakon uvođenja Hib cjepiva. Stoga se kortikosteroidi preporučuju u slučajevima pedijatrijskog meningitisa ako je uzročnik H. influenzae, i to samo ako se primijene prije prve doze antibiotika. Drugi načini primjene su sporni.

### Virusni meningitis
Virusni meningitis se tipično liječi potporno, jer većina virusa koji uzrokuju meningitis ne odgovara na specifično liječenje. Virusni meningitis ima dobroćudniji tijek od bakterijskoga. Herpes simplex virus i varicella zoster virus mogu odgovoriti na liječenje protuvirusnim lijekovima kao što je aciklovir, ali ne postoje klinička istraživanja o učinkovitosti tog liječenja. Blagi slučajevi virusnog meningitisa se mogu liječiti kod kuće, konzervativnim mjerama poput uzimanja tekućine, mirovanja u krevetu i primjene analgetika.

### Gljivični meningitis
Gljivični meningitis, poput kriptokoknog, se liječi dugo i to visokim dozama 
antimikotika, kao što su amfotericin B i flucitozin. Gljivični meningitis je često praćen povišenim intrakranijalnim tlakom, te se za smanjenje tlaka preporučuju česte (najbolje svakodnevne) lumbalne punkcije, ili trajna lumbalna drenaža.

## Prognoza
Neliječeni bakterijski meningitis skoro je uvijek smrtonosan. Za razliku od njega, virusni meningitis se najčešće povlači spontano, te rijetko uzrokuje smrtni ishod. Uz liječenje, mortalitet (opasnost od smrtnog ishoda) kod bakterijskog meningitisa ovisi o dobi bolesnika i o uzroku. Čak 20–30 % novorođenčadi može umrijeti zbog bakterijskog meningitisa. U starije djece, opasnost je puno manja, a smrtnost iznosi oko 2 %, da bi se u odraslih povećala na 19-37 %.Osim dobi, opasnost od smrtnog ishoda ovisi o raznim čimbenicima, poput uzročnika, i vremenskog razdoblja koje je potrebno da uzročnik nestane iz cerebrospinalne tekućine, općoj izraženosti bolesti, poremećaju svijesti ili nenormalno niskom broju leukocita u CST. Meningitis uzrokovan s H. influenzae i meningokokima ima bolju prognozu od onih uzrokovanih streptokokima skupine B, koliformnim bakterijama i sa S. pneumoniae. I u odraslih je meningokokni meningitis praćen nižom smrtnošću (3-7 %) od onoga uzrokovanoga pneumokokom.
U djece postoji opasnost od nekoliko posljedica koje nastaju zbog oštećenja živčanog sustava, uključujući senzorineuralno oštećenje sluha, epilepsiju, poteškoće u učenju i promjene u ponašanju, kao i smanjenu inteligenciju. Posljedice nastaju u oko 15 % djece. Neki oblici oštećenja sluha mogu biti reverzibilni. Bez posljedica bolest prolazi u 66 % odraslih. U njih su najčešće posljedice gluhoća (u 14 %) i kognitivno oštećenje (u 10 %).

## Epidemiologija
Premda je meningitis u mnogim zemljama bolest koja se prijavljuje, točna incidencija nije poznata. Godišnje se bakterijski meningitis u zapadnim zemljama pojavljuje u oko 3 na 100 000 stanovnika. Istraživanja stanovništva su pokazala da je virusni meningitis učestaliji, s 10,9 oboljelih na 100 000 stanovnika, te da se češće pojavljuje ljeti. U Brazilu je bakterijski meningitis učestaliji i od njega godišnje obolijeva 45,8 osoba na 100 000 stanovnika. Subsaharska Afrika je više od jednog stoljeća zahvaćena velikim epidemijama meningokoknog meningitisa, tako da se naziva "meningitičnim pojasom". Do epidemija tipično dolazi u sušnom razdoblju (od prosinca do lipnja), a val epidemije može trajati i dvije do tri godine s povlačenjem u kišnim razdobljima. U ovom području koje je loše pokriveno zdravstvenom zaštitom se nalazi 100–800 oboljelih na 100 000 stanovnika. Bolest je pretežito uzrokovana meningokokima. Najveća ikad u povijesti zabilježena epidemija je zahvatila ovo područje 1996. – 1997., uzrokujući više od 250 000 slučajeva sa smrtnim ishodom u 25 000 oboljelih.
Epidemije meningokoknog meningitisa se pojavljuju u područjima gdje ljudi po prvi puta žive u bliskom kontaktu, kao što su vojne nastambe tijekom mobilizacije, školske ustanove i godišnje Hadž hodočašće. Premda epidemijski ciklusi u Africi nisu razjašnjeni, nekoliko se čimbenika povezuje s razvojem meningitisa u meningitičnom pojasu. To su zdravstveno stanje stanovništva (imunosna podložnost stanovništva), demografski čimbenici (putovanja i raseljavanja velikog broja ljudi), socijalno ekonomski čimbenici (prenapučenost i loši uvjeti stanovanja), klima (suše i pješčane oluje) te istovremene infekcije (akutne infekcije dišnog sustava).
I u lokalnoj raspodjeli uzročnika bakterijskog meningitisa postoje znakovite razlike. Primjerice, dok  Neisseria meningitidis serogrupe B i C uzrokuje većinu bolesti u Europi, serogrupa A se nalazi u Aziji i trajno prevladava u Africi, gdje uzrokuje većinu velikih epidemija u meningitičnom pojasu i odgovorna je za oko 80 do 85 % dokazanih slučajeva meningokoknog meningitisa.

## Povijest
Neki smatraju da je već Hipokrat shvatio da meningitis postoji, a čini se kako je meningizam bio poznat liječnicima iz razdoblja prije renesanse, kao što je bio Avicenna. Opis tuberkuloznog meningitisa, u to doba nazvanog “nateknućem mozga”, često se pripisuje liječniku iz Edinburgha imenom Sir Robert Whytt, u postumno objavljenom opisu iz 1768., premda se povezanost tuberkuloze s njezinm uzročnikom shvatila tek u sljedećem stoljeću.
Čini se kako je epidemijski meningitis relativno nova pojava. Prva zabilježena velika epidemija zbila se u Genevi, 1805. Ubrzo potom, opisano je još nekoliko epidemija u Europi i Sjedinjenim Državama, a prvi opis epidemije u Africi potječe iz 1840. Afričke su epidemije postale učestalije u 20. stoljeću, s prvim velikim valom u Nigeriji i Gani, 1905. – 1908.
Da meningitisu podleži bakterijska infekcija prvi je opisao austrijski bakteriolog Anton Weichselbaum, koji je 1887. opisao meningokok. U ranim opisima, smrtnost od meningitisa bila je vrlo visoka (veća od 90 %). Godine 1906., proizveden je konjski antiserum, koji je dodatno razvio američki znanstvenik Simon Flexner, i koji je znakovito smanjio smrtnost od meningokokne bolesti. Kao prvi učinkoviti lijek protiv meningitisa opisan je 1944. godine penicilin. Uvođenje cijepljenja protiv  Haemophilusa krajem 20. stoljeća dovelo je do znakovitog pada broja slučajeva meningitisa povezanoga s ovim uzročnikom, a 2002. su se pojavili dokazi da liječenje steroidima može poboljšati prognozu bakterijskog meningitisa.

## Vanjske poveznice
- Meningitis na Curlie.org (nekoć: Open Directory Project; dmoz)
- Meningitis – Centers for Disease Control and Prevention (CDC)

|  | Molimo pročitajte upozorenje o korištenju medicinskih informacija. Ne provodite liječenje bez savjetovanja s liječnikom! |